# Сервитски орден
Сервитите са членове на католически монашески орден, основан през 1233 г.
Седем флорентинци – Бонифилиус Моналди, Бонаюнкта Манети (Йоан), Манетус дел`Антела (Бенедикт), Амадуес Амидеи (Вартоломей), Хуго Липи-Угочини (Риковеро), Состенеус ди Состеньо (Герардино) и Алексис Фалкониери се обединяват в общност, за да живеят по правилата на августинците, облечени в расо. Първоначално живеят в града, а след това на Монте Сенарио. Към тях се присъединяват и други мъже. Така е създаден Орденът на сервитите /Ordo Servorum Mariae/, който е признат окончателно от папа Бенедикт XI през 1304 г.
Денят за възпоменание на седемте свети основатели е 17 февруари.
Около 1500 г. в Италия се появява клон на „обсервантите“, реформаторско движение на ордена. Много от неговите членове са обявени за светци. През 1539 г. на Монте Серано е създаден реформиран клон на ордена, наречен „Еремити от Монте Серано“.
По време на сътресенията от Реформацията много от манастирите на сервитите, особено тези в Германия, са разпуснати. Орденът се съживява, но за втори път след Френската революция губи манастирите си в Германия поради настъпилата секуларизация. В края на ХІХ в. орденът започва отново да създава манастири в Европа, а също така и в Америка. Нови удари му нанасят отнемането на собствеността при нацисткия режим и комунизма в Унгария и Чехословакия. Днес орденът е представен в почти всички европейски държави, в Африка и Америка и се занимава с мисионерска дейност. Неговите седем основатели са канонизирани за светци от папа Лъв XIII през 1888 г.